# Infanterie-Division Ostpreußen
Die Infanterie-Division Ostpreußen war eine deutsche Infanteriedivision im Zweiten Weltkrieg.
Die Division wurde am 17. April 1944 als sogenannte Schatten-Division im Zuge der 26. Aufstellungswelle durch den Wehrkreis I aufgestellt. Die Aufstellung erfolgte auf dem Truppenübungsplatz Mielau, in Ostpreußen und Heimatstandort war Zegrze.
Am 20. Juni wurde die Division zur Heeresgruppe C nach Italien geschickt. Dort wurde sie am 3. Juli 1944 zur Auffrischung der vorher bei Nettuno stark dezimierten 65. Infanterie-Division eingesetzt.
Die Gliederung der Division war:
- Grenadier-Regiment Ostpreußen 1 mit drei Bataillonen
- Grenadier-Regiment Ostpreußen 2 mit drei Bataillonen
- Artillerie-Abteilung Ostpreußen
- Pionier-Bataillon Ostpreußen
- Sanitätskompanien Ostpreußen 1 und Ostpreußen 2